# Volo Ryanair 4102
Il volo Ryanair 4102 del 10 novembre 2008 è stato un volo di linea della Ryanair, operato con un Boeing 737-8AS, che durante la manovra di avvicinamento all'aeroporto di Roma-Ciampino subì diversi bird strikes.
Nessuna delle 172 persone a bordo riportò gravi ferite; otto passeggeri e due membri dell'equipaggio furono medicati in ospedale.

## Dettagli

### Aeromobile
L'aeroplano coinvolto è un Boeing 737-8AS registrato EI-DYG, con due reattori CFM International CFM56-7B26/3 e consegnato a Ryanair nel gennaio 2008. Con appena 7 mesi di attività di volo era praticamente nuovo di zecca ed estremamente affidabile.

### Passeggeri ed equipaggio
A bordo dell'aereo vi erano 166 passeggeri e 4 assistenti di volo, mentre in cabina di pilotaggio sedevano:
- Comandante Frédéric Colson (44), aviatore belga con 9 883 ore di volo di cui 6 045 sui 737. Lavorava per Ryanair da circa 3 anni.
- Primo Ufficiale Alexander Vet (23), cadetto olandese con il brevetto di volo e la licenza al 737 conseguiti ad aprile 2008. Delle circa 600 ore di volo totali ne contava 400 sui 737 della compagnia.

Per tali motivi il Primo Ufficiale prese i comandi mentre il Comandante monitorava il volo.

## L'incidente
Alle 06:15 terminò l'imbarco e i portelloni furono chiusi. Avviati i reattori, il 737 iniziò il rullaggio alle 06:22 verso la pista 21 dell'aeroporto di Francoforte-Hahn per poi accelerare e decollare alle 06:30. 
Il viaggio proseguì regolarmente e verso le 07:20, quindi 50 minuti dopo il decollo, l'aereo iniziò la discesa verso l'aeroporto di Roma-Ciampino. Alle 07:43 il velivolo si trovava a 16 800 piedi quando il comandante disconnesse gli automatismi per consentire al copilota di effettuare un atterraggio manuale e quindi impratichirsi. Alle 07:52 l'aereo era a 3 000 piedi e captò il segnale dell'avvicinamento guidato ILS. Alle 07:55:49, mentre il 737 era a sette secondi dal toccare terra (41 m di altezza, 140 nodi e 300 m di distanza dalla pista 15, il comandante Colson notò davanti a sé uno stormo di circa 90 storni e dopo due secondi premette il pulsante TO/GA (Take Off/Go Around) per eseguire una riattaccata, prendendo quindi i comandi.
Il comandante estese i flap di 10° (rispetto ai 15° dettati dalle norme) ma il 737 impattò con i volatili simultaneamente alla pressione del tasto TO/GA e riportò danni ai motori, che giunsero al 40% di potenza erogata rendendo la riattaccata impossibile. Alle 07:56:07, quando l'aereo era a 51 m da terra iniziò a precipitare, si attivarono quindi l'allarme "Sink Rate" e a nemmeno 5 m dalla pista il velivolo andò in stallo aerodinamico (stick shaker); alle 07:56:10 il 737 si schiantò sulla pista impattando prima con la coda e in seguito con l'ala sinistra e il relativo carrello d'atterraggio che si spezzò, uscendo dal confine destro della pista per poi sbandare a sinistra. Nonostante questo, i piloti riuscirono a mantenere centrato il velivolo che alle 07:56:47 si fermò a meno di 10 m dal termine della pista.
I passeggeri furono fatti uscire dagli scivoli di emergenza e le scatole nere vennero subito rimosse dagli investigatori dell'Agenzia nazionale per la sicurezza del volo (ANSV). L'aeroporto venne chiuso per 35 ore e tutto il traffico deviato all'aeroporto di Roma-Fiumicino, in quanto il Boeing 737 rimase bloccato in pista a causa del cedimento del carrello sinistro, probabilmente causato dallo scoppio di uno pneumatico. Il velivolo risultò eccessivamente danneggiato, venne quindi dismesso e demolito.

## Le indagini
I motori dell'aereo furono rimossi e inviati agli stabilimenti della GE Aviation, a Cardiff, in Galles, per essere ispezionati con lo scopo di verificare i danni riportati e valutare le prestazioni degli stessi in seguito all'ingestione di volatili.
All'analisi dei motori parteciparono, oltre ai tecnici dell'ANSV, quelli del Bureau d'enquêtes et d'analyses pour la sécurité de l'aviation civile (BEA) e del National Transportation Safety Board (NTSB), e i rappresentanti della Federal Aviation Administration (l'autorità dell'aviazione civile statunitense), dell'Agenzia europea per la sicurezza aerea (EASA), della compagnia aerea coinvolta nell'incidente (Ryanair), del costruttore del velivolo (Boeing) e del costruttore dei motori (CFM International).
Vi fu interesse in merito a questa ispezione in quanto l'evento era simile a quello accaduto il 15 gennaio 2009 al volo US Airways 1549, un Airbus A320 ammarato nelle acque del fiume Hudson, a New York, in quanto il velivolo montava lo stesso tipo di motori.
Il rapporto ufficiale dell'incidente è stato pubblicato dalla ANSV (Agenzia Nazionale per la Sicurezza del Volo) il 20 dicembre 2018, più di 10 anni dopo l'evento.

## Conseguenze
La reazione istintiva del comandante fu ritenuta spregiudicata e favorita dall'effetto sorpresa, tanto che nel caso il 737 fosse riuscito a eseguire la riattaccata si sarebbe schiantato altrove con conseguenze peggiori. Ryanair e altre compagnie decisero quindi di fare più leva su tale effetto durante l'addestramento e l'aeroporto di Ciampino migliorò il controllo di monitoraggio dei volatili.